# Lebensraum
El Lebensraum (en alemany espai vital) fou una teoria geopolítica ideada i desenvolupada pels geògrafs Friedrich Ratzel (1844-1904) i Karl Haushofer (1869-1946) segons la qual la població de qualsevol poble necessitava assentar-se i projectar-se en espais que corresponien a àrees de civilització naturals. Aquestes idees van començar a adquirir un significat polític gràcies als treballs del politòleg Rudolf Kjellén (1864-1922), qui va encunyar el terme de 'geopolítica' per assenyalar la influència dels factors geogràfics sobre les relacions de poder en la política internacional i va defensar algunes de les concepcions del geògraf Sir Halford John Mackinder referents a la tesi que deia que l'Àsia central i l'Europa de l'Est eren el centre estratègic del planeta (cor del món), a conseqüència del la fallida progressiva del poder marítim radicat als països situats al seu voltant. Qui dominés aquesta regió, dominaria el món.

## El cas d'Alemanya
Karl Haushofer, exgeneral i geògraf, va aplicar les nocions i teories de Ratzel a la situació concreta en què es trobava Alemanya després de la derrota i les expropiacions territorials sofertes al Tractat de Versalles (1919). Haushofer va afegir que la base de tota política exterior era l'espai vital del que disposés el cos nacional. L'acció de l'Estat consistia a defensar tal espai, més aviat de naturalesa cultural, i a potenciar-ho quan resultés insuficient. A través de Rudolf Hess, que era assistent a les classes de Haushofer en la càtedra de geopolítica de la Universitat de Múnic, al costat del seu fill Albretch, Haushofer va prendre contacte amb Adolf Hitler, que més tard va utilitzar la terminologia del Lebensraum per descriure la necessitat del Tercer Reich de trobar nous territoris per expandir-se, principalment a costa dels pobles eslaus d'Europa de l'est. No obstant això Haushofer era més eurasiàtic que no pas nacionalista alemany i pensava que l'Eix havia d'incloure Rússia en lloc d'Itàlia, aliat natural germà (inicialment les seves consideracions s'enfocaven a la rivalitat entre l'Alemanya i la Gran Bretanya, i no pas a una confrontació entre Alemanya i la Unió Soviètica).
Finalment, el Lebensraum es convertí en una de les idees claus recuperades per Adolf Hitler per justificar la seva política, com a component essencial de la ideologia nazi. Al seu llibre Mein Kampf, hi va detallar la necessitat de "l'espai vital" per obtenir terra i materials, i que aquest estava a l'est. La política dels nazis va consistir a matar, deportar o esclavitzar russos i altres pobles eslaus, considerats inferiors, i repoblar el terreny amb gent germànica. Les poblacions urbanes serien matades de gana, i els excedents agrícoles es destinarien als alemanys. El Generalplan Ost va establir que el 85% de la població lituana i polonesa, 75% de la belarussa, 65% de la ucraïnesa, 50% de la russa, estona i letona seria deportada a Sibèria i la resta germanitzada, convertint-se en una àrea de població alemanya en els 25 anys posteriors a la guerra.